# Bieriozowka (rejon pieczorski)
Bieriozowka (ros. Берёзовка) – osiedle w Rosji, w Republice Komi, w rejonie pieczorskim. W 2010 liczyło 352 mieszkańców.